# Desucon (Finlande)
Ne doit pas être confondu avec Desucon (Norvège).
Desucon est une convention consacrée aux animes qui se tient au Palais Sibelius de Lahti (Finlande) et qui s'adresse aux passionnés de la culture populaire japonaise.

## Histoire
L'événement principal a lieu depuis 2009, mais au fil des ans, Desucon a également donné naissance à trois événements parallèles : les DesuTalks, la DesuCruise et la Desucon Frostbite.
En plus de l’événement principal qui a lieu en juin, un Frostbite de Desucon en hiver est organisé en janvier ou en février,. Les deux événements ont été interrompus en raison de la pandémie de COVID-19 à partir de l’été 2020.

## Organisation
Les événements présentés comprennent des conférences, des ateliers, du cosplay, un maid café, une allée des artistes, une salle des marchands, un coin jeux et des projections vidéo. Les événements Desucon ont également accueilli de nombreux invités japonais, allant des seiyūs aux chanteurs, en passant par les mangakas, les conférenciers et les réalisateurs.